# Besluit rakende de vergunningen ter oprigting van sommige fabrijken en trafijken
Het Besluit rakende de vergunningen ter oprigting van sommige fabrijken en trafijken, ook wel het Koninklijk Besluit van 31 januari 1824, was een Koninklijk Besluit (KB) van Willem I der Nederlanden over het middels milieuvergunningen reguleren van industriële emissies en luchtverontreiniging in het Verenigd Koninkrijk der Nederlanden.
Het Besluit verving het eerdere Keizerlijk Decreet van 15 oktober 1810 betreffende fabrieken en werkplaatsen die een ongezonde of hinderlijke geur verspreiden van Napoleon, dat in Frankrijk (inclusief het huidige België, Luxemburg en het Rijnland, geannexeerd door het Eerste Franse Keizerrijk) en vanaf 19 april 1811 ook in het huidige Nederland werd ingevoerd en aan de basis stond van het huidige milieuhygiënerecht in deze landen. In Nederland bleef het Besluit geldig tot aan de Fabriekwet/Hinderwet van 1875. In België (onafhankelijk sinds 1830/39) werd het al eerder vervangen door het Koninklijk Besluit van 1849 van Leopold I van België.